# The Best of Kombi (album 1985)
The Best Of Kombi – kompilacja zespołu Kombi, kaseta magnetofonowa wydana w 1985 roku przez firmę Merimpex (MX 0011) z Poznania. Zawierała osiem piosenek, z czego siedem w odróżnieniu od macierzystych wersji wydanych wcześniej na singlach oraz albumie Nowy rozdział to utwory, które zostały wzbogacone o dodatkowe aranżacje klawiszowe (syntezator Yamaha DX7) i perkusyjne (komputer perkusyjny Yamaha RX11).

## Lista utworów
1. „Inwazja z Plutona” (Grzegorz Skawiński, Waldemar Tkaczyk – Marek Dutkiewicz) – 4:46
2. „Nie ma jak szpan” (Sławomir Łosowski – Marek Dutkiewicz) – 4:02
3. „Linia życia” (Waldemar Tkaczyk – Marek Dutkiewicz) – 3:59
4. „Jej wspomnienie” (Grzegorz Skawiński – Grzegorz Skawiński) – 5:08
5. „Nie ma zysku” (Waldemar Tkaczyk – Waldemar Tkaczyk) – 3:50
6. „Kochać cię – za późno” (Sławomir Łosowski – Waldemar Tkaczyk) – 4:45
7. „Słodkiego, miłego życia” (Sławomir Łosowski – Marek Dutkiewicz) – 4:45
8. „You are wrong” (Waldemar Tkaczyk – Waldemar Tkaczyk) – 4:27